# Marià Bassols de Climent
Marià Bassols de Climent (Figueres, 13 de desembre de 1903 - Barcelona, 20 d'octubre de 1973) fou un llatinista català, deixeble de Joaquim Balcells i Pinto.
Des del 1932 fou catedràtic de Filologia Clàssica en la Universitat de Barcelona, i es va dedicar sobretot a l'estudi de la gramàtica i la fonètica del llatí, realitzant contribucions notables sobretot en el terreny de la sintaxi, on els seus llibres es van fer referència obligada en l'ensenyament d'aquesta llengua en el món hispànic en general.
Va pertànyer a l'Acadèmia de Bones Lletres de Barcelona des de 1948, i del 1960 fins a la seva mort dirigí el Glossarium Mediae Latinitatis Cataloniae per a la Institució Milà i Fontanals del CSIC, on el succeí Joan Bastardas i Parera. Va traduir la Vida dels dotze cèsars de Suetoni i les Històries de Tàcit per a la Fundació Bernat Metge.

## Obres
- Sintaxis latina, Madrid, 1956, 2 vols.
- Sintaxis histórica de la lengua latina, Barcelona: CSIC, 1945
- Fonética latina, Madrid: Consejo Superior de Investigaciones Científicas, 1983